# Marches pour la Liberté
Les Marches pour la Liberté (en catalan : Marxes per la Llibertat) sont un ensemble de six marches organisées en Catalogne au mois d'octobre 2019 en réaction au jugement du procès des indépendantistes catalans rendu le 14 octobre 2019. Parties deux jours avant de différentes localités du territoire (Berga, Castelldefels, Gérone, Tarragone, Tàrrega et Vic), elles convergent le 18 octobre vers Barcelone pour former une manifestation d'un demi-million de personnes et coïncidant avec une grève générale programmée le même jour pour défendre les droits des salariés et demander une hausse du salaire minimum.

## Les six marches
Les six marches sont désignées sous le nom de colonnes et qualifiées par leur ville de départ.
Colonne Gérone
La Colonne Gérone part le 16 octobre de Gérone, fait étape à Sils et arrive le soir à Malgrat de Mar. Le 17 au matin, elle repart de Malgrat de Mar, fait étape à Arenys de Mar et arrive le soir à Premià de Mar, d'où elle repart le 18 en direction de Barcelone.
Colonne Vic
La Colonne Vic part le 16 octobre de Vic, fait étape à Centelles et arrive le soir à La Garriga. Le 17 au matin, elle repart de La Garriga, fait étape à Parets del Vallès et arrive le soir à Sant Quirze del Vallès, d'où elle repart le 18 en direction de Barcelone.
Colonne Berga
La Colonne Berga part le 16 octobre de Berga, fait étape à Navàs et arrive le soir à Manresa. Le 17 au matin, elle repart de Manresa, fait étape à Vacarisses et arrive le soir à Sant Quirze del Vallès, d'où elle repart le 18 en direction de Barcelone.
Colonne Tàrrega
La Colonne Tàrrega part le 16 octobre de Tàrrega, fait étape à La Panadella et arrive le soir à Igualada. Le 17 au matin, elle repart d'Igualada, fait étape à El Bruc et arrive le soir à Martorell, d'où elle repart le 18 en direction de Barcelone.
Colonne Tarragone
La Colonne Tarragone part le 16 octobre de Tarragone, fait étape à El Vendrell et arrive le soir à Vilafranca. Le 17 au matin, elle repart de Vilafranca, fait étape à Sant Sadurní d'Anoia et arrive le soir à Martorell, d'où elle repart le 18 en direction de Barcelone.
Colonne des CDR
La Colonne des CDR (Comités de défense de la République) part le 18 octobre de Castelldefels en direction de Barcelone.